# Йоганн Гюльденштедт
Гюльденштедт Йоган Антон (також Ґюльденштедт, нім. Johann Anton Güldenstädt; 1745—1781) — німецький природодослідник, академік. Народився у Ризі 26 квітня 1745 р. в родині асесора. Початкову освіту отримав від батька — балтійського німця, свого першого вчителя та вихователя. Перебував на російській службі.

## Науковий шлях
У 1763—1767 студіював медицину в Берліні (закінчив Берлінську медико-хірургічну колегію) та Франкфурті-на-Одері, де захистив дисертацію («De theoria virum corporis humani primitivarum»), йому присуджено ступінь доктора медицини (1768 р.). Після цього його (за рекомендацією одного з викладачів — проф. Ґледіча) було запрошено до Санкт-Петербурзької академії наук для участі в академічних експедиціях. Очоливши одну з Астраханських експедицій, упродовж 1768—1775 рр. Й. А. Ґюльденштедт обстежував землі Нижнього Поволжя, Кавказу, Донщини та України. У науковому плані склад його експедиції не був маститим: три гімназисти — С. Мошков, Б. Зряковський, О. Бєляєв; кресляр Г. Білий, препаратор С. Тарбєєв та єгер (крім того, експедицію супроводжували слуги, кухарі та солдати). Сам Й. А. Ґюльденштедт за стажем роботи був наймолодшим з керівників експедицій 1768—1774 рр. Порівняно з колегами він мав занизький ступінь наукової підготовки (лише у 1771 р. Санкт-Петербургська Академія наук заочно обрала його своїм членом та ординарним професором натуральної історії).
1769 — ад'юнкт з натуральної історії.
1771 — професор.
1774 — академік.
Гюльденштедт досліджував:
- витоки Двіни, Дніпра, Волги і Дону;
- нижню Волгу;
- Кавказ;
- узбережжя Азовського моря;
- Криворіжжя.

У 1773 р. відвідав Криворіжжя — долини річок Саксагань та Інгулець. Описав геологічні особливості цього регіону. Вважається, що історіографія наукового дослідження Криворізького басейну залізних руд починається з праць Й. Гюльденштедта.
Досліджував також Північний Кавказ і Грузію.
Не встигнувши видати друком описи своїх подорожей, помер у Санкт-Петербурзі від тифу, заразившися під час лікування мешканців свого будинку у Санкт-Петербурзі.

## Друковані праці
- Güldenstädt J.A. Dissertatio inaug. Theoria virum corporis humani primitivarum, Франкфурт (Одер), 1767
- Güldenstädt J.A. Discours sur les produits de la Russie propres pour souvenir la balance du commerce extérieur toujours favorable, St. Petersbourg, 1776. На русском языке — в «Академических Известиях», 1780, ч. IV и V.
- Güldenstädt J.A. Reisen durch Russland und im Caucasischen Gebürge / Auf Befehl der Russisch-Kayserlichen Akademie der Wissenschaften herausgegeben von P.S. Pallas. St. Petersburg: Russisch-Kayserlichen Akademie der Wissenschaften. Bd 1. — 1787; Bd 2. — 1791
- Гильденштедт И. А. Географическое и статистическое описание Грузии и Кавказа из Путешествия г-на академика И. А. Гильденштедта чрез Россию и по Кавказским горам, в 1770, 71, 72 и 73 годах [Архівовано 14 травня 2020 у Wayback Machine.] / Под ред. К. Германа. — СПб.: Императорская Академия наук, 1809. — 384 с.
- Güldenstädt J.A. Beschreibung der Kaukasischen Länder, hrgg. von J. Klaproth, Berlin, 1814.
- Güldenstädt J.A. Reisen durch Georgien und Imerethi / Aus seinen Papieren gänzlich umgearbeitet und herausgegeben von J. von Klaproth. — Berlin, 1815
- Гильденштедт И. А. Дневник путешествия в южную Россию академика Санкт-Петербургской Академии наук Гильденштедта в 1773—1774 г. [Архівовано 3 лютого 2020 у Wayback Machine.] / перевод с немецкого М. Шугурова // Записки Одесского общества истории и древностей. 1879. Т. 11. С. 180—228.
- Гильденштедт И. А. Дневник путешествия по Слободско-Украинской губернии академика Санкт-Петербургской академии наук Гильденштедта в августе и сентябре 1774 г. // Харьковский сборник: литературно-научное приложение к Харьковскому календарю на 1891 год. Вып. 5, отд. 2. Харьков, 1891. С. 85-153.
- Гильденштедт И. А. Путешествие по Кавказу в 1770—1773 гг. — СПб.: Петербургское Востоковедение, 2002. Перевод с немецкого T. K. Шафрановской.
- Гильденштедт И. А. О гаванях по Азовскому, Черному и Белому морям // Собрание сочинений, выбранных из Месяцесловов на разные годы. — СПб., 1789. — Ч.III. — С. 453—495.
- Гильденштедт И. А. Рассуждение о торговле, какая может быть вновь открыта между Россиею и Германией по Дунаю и Черному морю // Академические известия. — СПб., 1780. — Ч.V. — С. 267—283.
- Гильденштедт И. А. Речь о произведениях российских, способных к содержанию всегда выгодного превосходства в продаже в чужие краи российских товаров пред покупкою иностранных // Академические известия. — СПб., 1780. — Ч.IV — С. 354—379, 457—471. — Ч.V. — С. 19-52, 141—165.
- Гильденштедт И. А. Описание некоторых в Малороссии употребляемых плугов// Технологический журнал или собрание сочинений и известий, относящихся до технологии и приложения к практическому употреблению. — СПб.: При имп. Академии наук, 1804. — Т. І. — Ч.2. — С. 3-28.
- Путешествие И. А. Гильденштедта по Елисаветградской провинции (1774 г.) // Елисаветградский вестник. — 1889. — № 38, 41, 44, 49, 51, 53, 60, 64, 65, 69.
- Дневник путешествия по Слободско-Украинской губернии академика Санкт-Петербургской академии наук Гильденштедта в августе и сентябре 1774 г. / Перевод и предисловие М. Н. Салтыковой; Примечания Д. И. Багалея. — Х., 1892. — 89 с.
- Гільденштедт Йоган-Антон. Подорож Єлисаветградською провінцією 1774 року [Архівовано 14 травня 2020 у Wayback Machine.] / Упорядник Пивовар А.В. – К.: Академперіодика, 2005. – 48 с.

## Архівні матеріали
- Копии и экстракты рапортов проф. Гильденштедта в Академию наук (1768—1775 гг.). — Архив Российской Академии наук, Санкт-Петербургский филиал (далі — ПФАРАН), ф.3: Канцелярия Академии наук. Переписка с экспедициями, оп.33, од. зб. № 6.